# The Shin
The Shin (georgiano: შინ) es una banda de jazz fusión georgiano formado en Alemania en 1998. The Shin está integrado por Zaza Miminoshvili (guitarras, Panduri), Zurab J. Gagnidze (bajo, voz) y Mamuka Gaganidze (voz y percusión). La música de The Shin combina suavemente melodías populares de Georgia con el jazz, el famoso canto polifónico nativo con scat, y melodías del Oriente próximo y el flamenco con un sonido moderno occidental.
El grupo ha representado a Georgia en el Festival de Eurovisión 2014 junto con la cantante Mariko Ebralidze con la canción "Three Minutes to Earth".
La palabra "Shin" significa literalmente "casa" o "volver a casa", en lengua georgiana.

## Discografía
| Álbum cover | Año  | Sello                            | Título         |
| ----------- | ---- | -------------------------------- | -------------- |
|             | 1999 | Acoustic Music Records (Germany) | Tseruli        |
|             | 2005 | BBB Music (Germany)              | Manytimer      |
|             | 2006 | JARO Medien (Germany)            | EgAri          |
|             | 2009 | JARO Medien (Germany)            | Black Sea Fire |
|             | 2009 | Pasaules mūzika (Letonia)        | Es Ari         |